# 世界で初のクイズ!AとBとショー
『世界で初のクイズ!AとBとショー』（せかいではつのクイズ エーとビーとショー）は、1980年1月2日にTBSで正月特別番組として放送されたクイズ番組である。正式タイトルは『新春人気スター大競演 世界で初のクイズ!AとBとショー』（しんしゅんにんきスターだいきょうえん - ）

## 概要
読み上げられた問題に対し、出場者が目の前に有る「A札」か「B札」のどれかを札を取って、その裏に書いてある事柄を読み上げて答える新趣向のクイズ。これに、問題に関するショーを絡ませて送る。同局放送中の『クイズ100人に聞きました』のスタッフが制作したクイズ番組で、『100人』がアメリカのクイズ番組『ファミリー・フュード』を参考にしているのに対し、当番組はタイトル通りの純日本製のクイズ番組である。
しかし、『100人』のような週レギュラー化はされず、せいぜい同局のバラエティ番組のワンコーナーとして放送された程度で、1980年代後半以降は全く行われなくなった。

## 放送時間
- 水曜 14:00 - 15:55 (JST)

## 出演者

### 司会
- 関口宏

### ナレーター
- 橋本テツヤ

### 出場芸能人
- 山口百恵
- 西城秀樹
- 野口五郎
- 榊原郁恵
- ほか